# Combretum acutum
Combretum acutum är en tvåhjärtbladig växtart som beskrevs av Laws.. Combretum acutum ingår i släktet Combretum och familjen Combretaceae. Inga underarter finns listade i Catalogue of Life.

## Bildgalleri

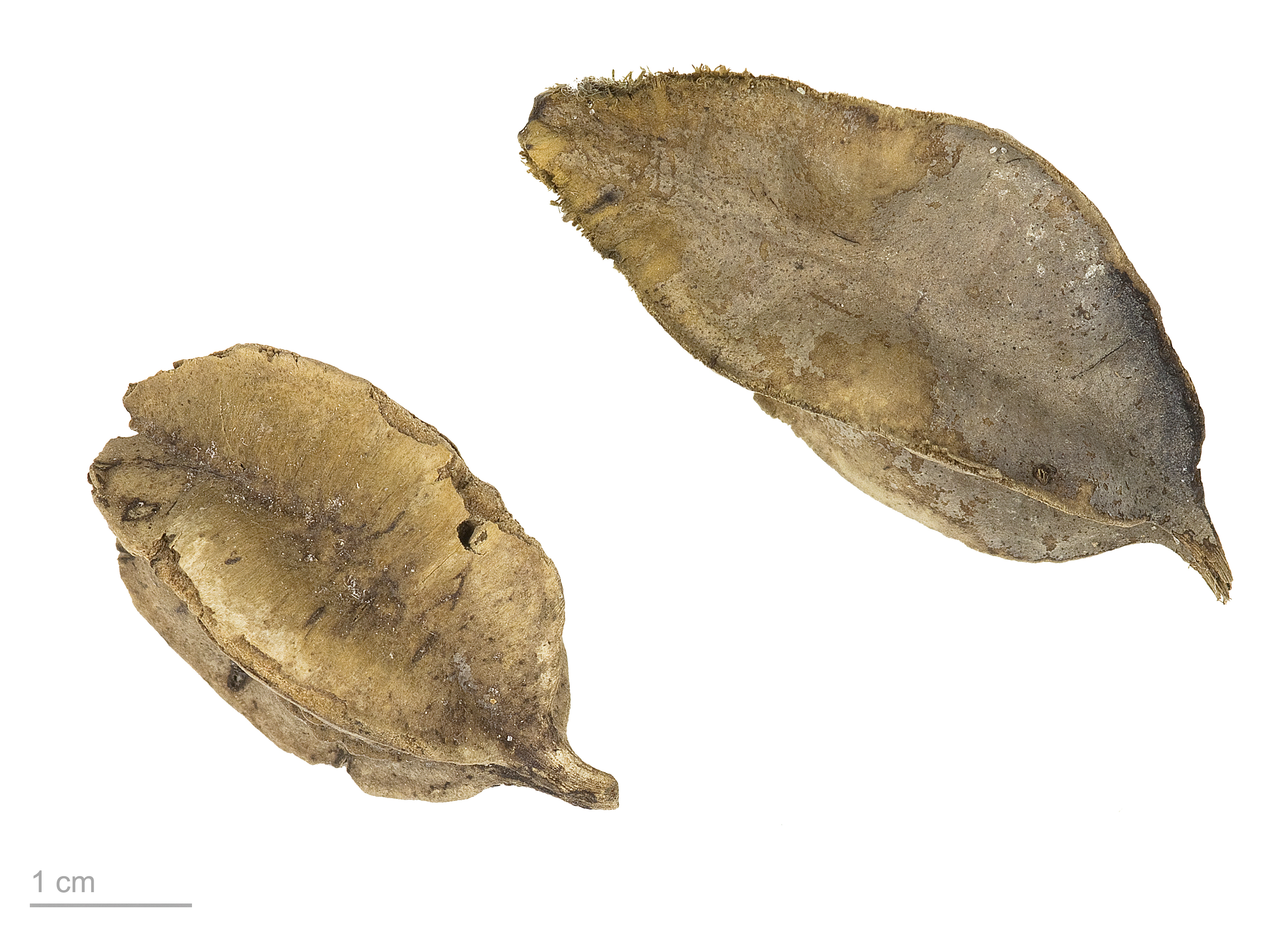